# NWA Canadian Television Championship
O Campeonato Televisivo Canadense da NWA (em inglês: NWA Canadian Television Championship) é um título de luta livre profissional criado e disputado na National Wrestling Alliance (NWA), no território canadense Maple Leaf Wrestling, entre 1982 e 1984. O primeiro campeão foi Jay Youngblood e, no total, houve seis campeões, divididos em sete reinados.

## Reinados
| #           | Ordem de reinados na história                    |
| Reinado     | O número de reinados de cada lutador             |
| Localização | A cidade em que o título foi conquistado         |
| Evento      | O evento em que o título foi conquistado.        |
| —           | Usados para o tempo em que o título estava vago. |

| # | Lutador        | Reinado | Data                   | Dias com o título | Local       | Evento         | Notas                                                                                     | Ref.        |
| - | -------------- | ------- | ---------------------- | ----------------- | ----------- | -------------- | ----------------------------------------------------------------------------------------- | ----------- |
| 1 | Jay Youngblood | 1       | 27 de junho de 1982    | 112               | Toronto, ON | Evento ao vivo | Derrotou The Destroyer na final de um torneio pelo título.                                | [ 1 ] [ 2 ] |
| 2 | Private Nelson | 1       | 17 de outubro de 1982  | 70                | Toronto, ON | Evento ao vivo |                                                                                           | [ 1 ] [ 2 ] |
| 3 | Terry Kay      | 1       | 26 de dezembro de 1982 | 91                | Toronto, ON | Evento ao vivo |                                                                                           | [ 1 ] [ 2 ] |
| 4 | Private Nelson | 2       | 27 de março de 1983    | Mínimo de 66      | Toronto, ON | Evento ao vivo |                                                                                           | [ 1 ] [ 2 ] |
| — | Vago           | —       | Junho de 1983          | Mínimo de 37      | —           | —              | Título vago após Private Nelson deixar a Maple Leaf Wrestling.                            | [ 1 ] [ 2 ] |
| 5 | Mike Rotundo   | 1       | 7 de agosto de 1983    | 70                | Toronto, ON | Evento ao vivo | Derrotou Don Kernodle na final de um torneio pelo título vago.                            | [ 1 ] [ 2 ] |
| 6 | Don Kernodle   | 1       | 16 de outubro de 1983  | 238               | Toronto, ON | Evento ao vivo |                                                                                           | [ 1 ] [ 2 ] |
| 7 | Brian Adidas   | 1       | 10 de junho de 1984    | Mínimo de 21      | Toronto, ON | Evento ao vivo |                                                                                           | [ 1 ] [ 2 ] |
| — | Desativado     | —       | Julho de 1984          | —                 | —           | —              | Título desativado após a Maple Leaf Wrestling deixar a National Wrestling Alliance (NWA). | [ 1 ] [ 2 ] |

## Lista de reinados combinados
| Símbolo | Significado                                                                       |
| ------- | --------------------------------------------------------------------------------- |
| ¤       | A duração exata de um dos títulos não é certa. A combinação pode estar incorreta. |

| Pos. | Lutador        | Nº de reinados | Dias combinados |
| ---- | -------------- | -------------- | --------------- |
| 1    | Don Kernodle   | 1              | 238             |
| 2    | Private Nelson | 2              | 136¤            |
| 3    | Jay Youngblood | 1              | 112             |
| 4    | Terry Kay      | 1              | 91              |
| 5    | Mike Rotundo   | 1              | 70              |
| 6    | Brian Adidas   | 1              | 21¤             |